# Opua nephodes
Opua nephodes és una espècie de peix de la família dels gòbids i de l'ordre dels perciformes.

## Morfologia
- Els mascles poden assolir 4,4 cm de longitud total.[3]

## Depredadors
A les Hawaii és depredat per Sphyrna lewini.

## Hàbitat
És un peix marí, de clima tropical i associat als esculls de corall que viu entre 1-169 m de fondària.

## Distribució geogràfica
Es troba al Pacífic: les Illes Hawaii i les Illes Marshall.

## Observacions
És inofensiu per als humans.